# カラオケJOYSOUND Wii
『カラオケJOYSOUND Wii』（カラオケジョイサウンド ウィー）は、エクシング（ブラザー工業グループ）が運用する通信カラオケ「JOYSOUND」のWii向けサービス。通信カラオケ機能のないパッケージのみのバージョンも発売されている。
パッケージ版（Wiiディスク）とWiiウェア版があり、パッケージ版の発売はハドソンが担当している。バージョンアップ版として、2009年11月26日に『カラオケJOYSOUND Wii DX』（カラオケジョイサウンド ウィー デラックス）、2010年12月9日に『カラオケJOYSOUND Wii SUPER DX』（カラオケジョイサウンド ウィー スーパーデラックス）が発売された（それぞれディスク収録曲は異なる）。SUPER DXでは別売のDSiウェアを用いることでニンテンドーDSiやニンテンドー3DSをタッチパネル式の選曲リモコンとして使用出来る。
2018年4月26日にオンラインサービスを終了した。

## 概要
ニンテンドーWi-Fiコネクションを利用することにより、78,000曲以上の楽曲（2011年12月現在）を自宅で歌えるようになる。
パッケージ版には70曲があらかじめ収録されているほか、レッスンモード、パーティーモードなども用意されている。
マイクは専用のUSBマイクを利用する。パッケージ版に同梱されているほか、2,940円（税込）で単体発売もされる。
専用のUSBマイクをパソコンに接続すると、「Logitech USB Microphone」として認識され、USBマイクとしての使用も可能である。

### デュエット曲編 演歌・歌謡曲編
『デュエット曲編』と『演歌・歌謡曲編』という2つのパッケージが2010年6月10日に発売された。
いずれもネット接続による通信カラオケ機能は削除されており、あらかじめパッケージに収録されている曲（デュエット曲編は50曲、演歌・歌謡曲編は100曲）のみ歌える。いずれも専用USBマイク（デュエット曲編は2本）が同梱されている。

## 利用価格
パッケージ収録曲以外を利用するには、歌い放題チケットを購入する必要がある。価格はいずれもWiiポイント。
パッケージ版、Wiiウェア版共に同じ価格だが、同じWii本体でもチケットの共用は出来ない。Wiiウェア版には1日券一枚分の料金が含まれている。
- 1日券（24時間）：300ポイント
- 3日券（72時間）：500ポイント
- 30日券：1,000ポイント
- 90日券：2,000ポイント

## パッケージ版のキャラクター
- サン（声：宮野真守）
- ミミ（声：朴璐美）
- パパ（声：龍田直樹）
- ママ（声：前田沙耶香）
- リズム･アルゴ先生
- オクターブ先生（声：井上富美子）
- おじいちゃん（声：川津泰彦）
- おばあちゃん
- スコア
- プラネットマン1号
- プラネットマン3号

## オフライン収録曲
- 愛のうた
- 愛のままで…
- I LOVE YOU
- again
- 明日がくるなら<original version>
- アンパンマンたいそう
- アンパンマンのマーチ《歌入り》
- いとしのエリー《生演奏》
- うさぎとかめ
- 嘘
- 海
- 浦島太郎
- ABCのうた<全英語詞>
- M《生演奏》
- ORION
- 崖の上のポニョ
- かごめかごめ
- きしゃポッポ
- 気まぐれロマンティック
- 君をのせて
- きんたろう
- クリスマス・イブ《アカペラ・アレンジ》
- こいのぼり
- 桜 - コブクロの楽曲を使用。
- 酒と泪と男と女
- サザエさん
- 残酷な天使のテーゼ
- 366日
- さんぽ
- SEASONS《生演奏》
- 島人ぬ宝
- しょうじょうじのたぬきばやし
- ずいずいずっころばし
- 早春賦
- 抱きしめたい
- タッチ《生演奏》
- だるまさんだるまさん
- CHA-LA HEAD-CHA-LA
- ちょうちょう
- 手紙 〜拝啓 十五の君へ〜
- Don't say "lazy"
- 夏祭り
- 七つの子
- ハイタッチ!<2009>
- butterfly - 木村カエラの楽曲を使用。
- ハッピー・バースディ・トゥ・ユー
- はと
- HANABI
- ハナミズキ
- はまぐりボンバー
- 浜辺の歌
- バラライカ
- 遥か
- 春の小川
- ひまわり
- PRIDE
- fragile
- ホタルノヒカリ
- My Best Of My Life
- 負けないで《スゴオト》
- マジで感謝!
- 三日月
- むすんでひらいて
- めざせポケモンマスター
- めちゃモテ I LOVE YOU
- 紅葉
- ヤッターマンの歌
- 夜空ノムコウ
- Love Forever
- WINDING ROAD
- One Love

etc...

## クイズ音楽の時間 〜JOYSOUND Wii SUPER DX専用キョクNAVI付〜
『クイズ音楽の時間 〜JOYSOUND Wii SUPER DX専用キョクNAVI付〜』（クイズおんがくのじかん 〜ジョイサウンド ウィー スーパーデラックスせんようキョクナビつき〜）は、2010年12月8日に配信開始されたニンテンドーDSiウェア。
クイズ音楽の時間
音楽に関連したクイズゲームが収録されている。このクイズゲームを全てクリアすることで後述の連動時に特典が得られるようになる。
SDXキョクNAVI
WiiのカラオケJOYSOUND Wii SUPER DXと連動させて、ニンテンドーDSiやニンテンドー3DSをカラオケの選曲リモコンとして利用出来る。本体の仕様上、WiiとDSi/3DSとで直接通信する場合はインターネットに接続できないため、あらかじめ互いのコードを登録し、インターネットに接続することで連動させている。また、Wii側では歌い放題チケットを購入している必要がある。